# Berylmys berdmorei
Berylmys berdmorei is een knaagdier uit het geslacht Berylmys dat voorkomt in Zuid-Yunnan (Zuid-China), Zuid-Myanmar, Thailand, Noord- en Midden-Laos, Cambodja en Zuid-Vietnam, inclusief de archipel Côn Đảo. Er zijn Midden-Pleistocene fossiele kiezen van deze soort gevonden in Midden-Thailand. Deze soort komt voor van zeeniveau tot 1300 m hoogte op Mount Anka in het noorden van Thailand. Er zijn vrij weinig exemplaren van deze soort bekend.
B. berdmorei is een gedrongen, middelgrote rat met een grijze rug en een witte onderkant. Het dier heeft een vrij korte staart. De kop-romplengte bedraagt 190 tot 255 mm, de staartlengte 147 tot 192 mm, de achtervoetlengte 37 tot 46 mm, de oorlengte 20 tot 29 mm en het gewicht 177 tot 300 gram.
De typelocatie is Mergui, in het zuiden van Myanmar. Er zijn twee synoniemen: Epimys berdmorei mullulus Thomas, 1916 uit Thagata in Zuid-Myanmar en Rattus berdmorei magnus Kloss, 1916 uit Zuidoost-Thailand.
Exemplaren uit het noordwestelijke deel van de verspreiding (zuidelijk Myanmar, noordelijk Thailand en noordelijk Laos) schijnen wat kleiner te zijn dan exemplaren uit het zuidoosten (zuidelijk Thailand en zuidelijk Vietnam). Mogelijk is de zuidoostelijke populatie een aparte ondersoort, waarvoor de naam magnus zou kunnen worden gebruikt. Door het kleine aantal exemplaren dat bekend is, is het echter nog niet duidelijk of dit verschil er werkelijk is.
Berylmys berdmorei · Berylmys bowersi · Berylmys mackenziei · Berylmys manipulus